# Odra Wodzisław Śląski
Odra 1922 Wodzisław Śląski es un equipo de fútbol, con sede en Wodzisław Śląski, en el voivodato de Silesia, Polonia. Fundado en 1922, el equipo milita actualmente en la IV Liga, quinta categoría del sistema de ligas del fútbol polaco.

## Historia
- 1922 : Fundación del club bajo el nombre de KS Odra Wodzisław Śląski
- 1948 : El club es renombrado a Kolejarz Wodzisław Śląski
- 1963 : El club es renombrado a Gorniczy KS Wodzisław Śląski
- 1976 : El club es renombrado a GKS Odra Wodzisław Śląski
- 1992 : El club, finalmente, adopta el nombre de MKS Odra Wodzisław Śląski
- 1997 : Primera participación en una Copa de Europa (C3) (temporada 1997/98)
- 2011 : Refundación del club bajo el nombre de Klub Piłkarski Odra 1922 Wodzisław Śląski

## Títulos
- Liga Nacional (Ekstraklasa)
  - Tercera posición (1): 1997
  - 19 posición en Clasificación histórica de la Ekstraklasa

- Copa de Polonia (Puchar Polski)
  - Semifinales (1): 1997

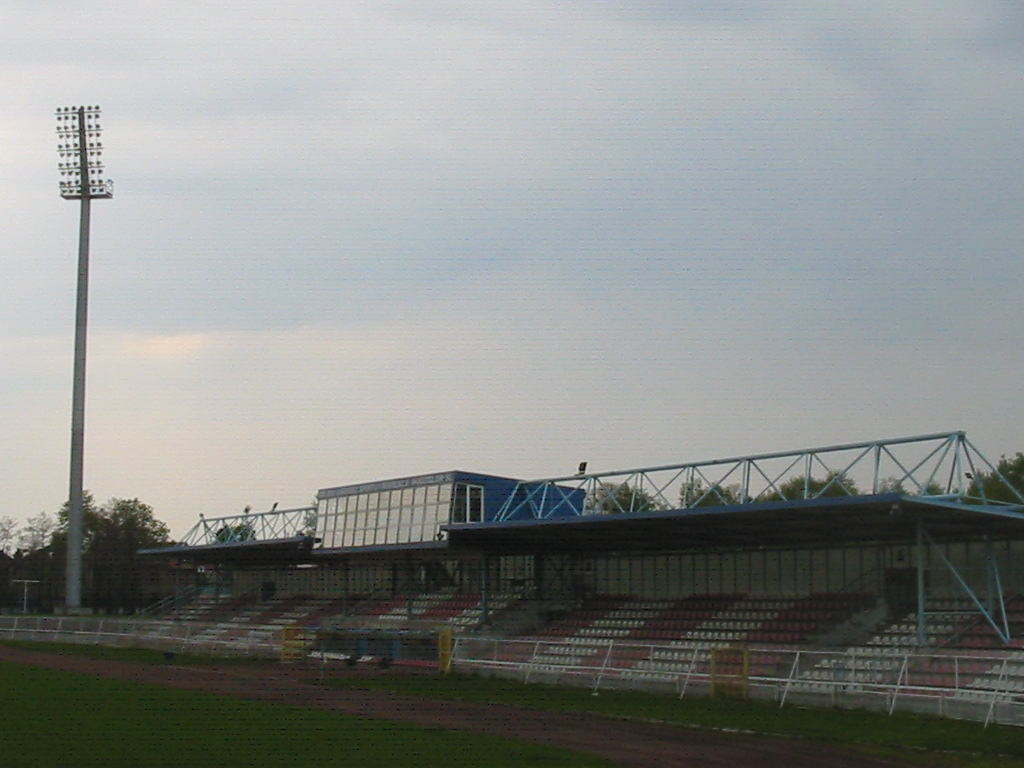
Stadion MOSiR en Wodzisław Śląski

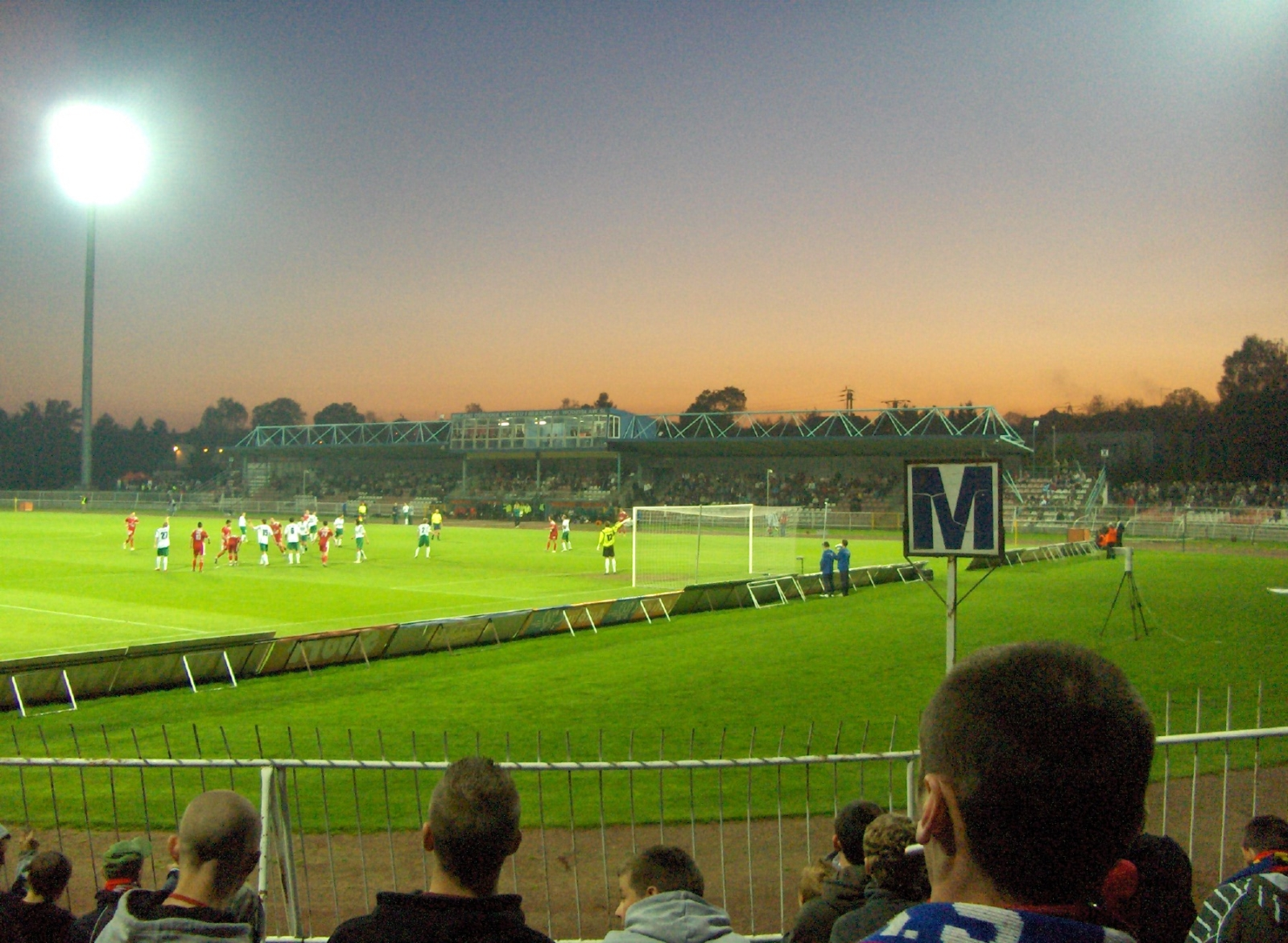
Odra-Dyskobolia en Stadion MOSiR

- Copa de la Liga de Polonia (Puchar Ekstraklasy)
  - Final (1): 2009
  - Semifinales (1): 2000

- Segunda división polaca
  - (1): 1996

## Participación en competiciones de la UEFA
| Temporada | Torneo         | Ronda   | Club                 | Casa | Visita | Global |
| --------- | -------------- | ------- | -------------------- | ---- | ------ | ------ |
| 1997      | Copa Intertoto | Grupo 9 | FK Austria Wien      | -    | 5-1    |        |
| 1997      | Copa Intertoto | Grupo 9 | Rapid Bucarest       | 2-4  | -      |        |
| 1997      | Copa Intertoto | Grupo 9 | Olympique Lyonnais   | -    | 2-5    |        |
| 1997      | Copa Intertoto | Grupo 9 | MŠK Žilina           | 0-0  | -      |        |
| 1997–98   | Copa UEFA      | 1       | Pobeda Prilep        | 1-2  | 3–0    | 4-2    |
| 1997–98   | Copa UEFA      | 2       | FC Rotor Volgogrado  | 3–4  | 0-2    | 3-6    |
| 2003      | Copa Intertoto | 1       | Shamrock Rovers F.C. | 1–2  | 0–1    | 1-3    |
| 2004      | Copa Intertoto | 1       | FK Dinamo Minsk      | 1–0  | 0–2    | 1-2    |